# سامرویل (اوهایو)
سامرویل (به انگلیسی: Somerville) یک منطقهٔ مسکونی در ایالات متحده آمریکا است که در Milford Township واقع شده‌است. سامرویل ۰٫۶۵ کیلومتر مربع مساحت و ۲۸۱ نفر جمعیت دارد و ۲۳۵ متر بالاتر از سطح دریا واقع شده‌است.